# Любинський Микола Михайлович
Мико́ла Миха́йлович Люби́нський (23 вересня (5 жовтня) 1891, Стріхівці, Ушицький повіт, Подільська губернія, Російська імперія — 8 січня 1938, урочище Сандармох, Карельська АРСР, РРФСР, СРСР) — український дипломат і мовознавець, політичний діяч періоду Української національної революції 1917–1920 років. Член Центральної Ради.
Був членом української делегації на переговорах у Бересті. У березні — квітні 1918 року — міністр закордонних справ УНР.
Жертва сталінського терору.

## Біографія
Народився 23 вересня (5 жовтня) 1891 року в селі Стріхівці Ушицького повіту Подільської губернії (нині Ярмолинецького району Хмельницької області) у сім'ї священника.

### Навчання

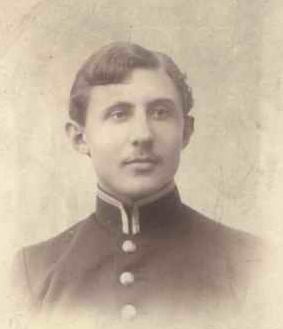
Гімназист Микола Любинський

У 1910 році закінчив Кам'янець-Подільську гімназію  з особливою відзнакою у словесних науках. Упродовж року в селі Рахни Лісові (нині Шаргородського району Вінницької області), куди переїхала сім'я, готувався до вступу в університет: виписував і студіював літературу, очікував довідку з канцелярії губернатора про політичну благонадійність. Микола також давав приватні уроки, організував бібліотеку з 3000 книг, залучив сільську молодь до читання.
У 1911 році вступив на філологічний факультет Київського університету, який закінчив 1916 року. Діалектологію вивчав у професора Розова, методику літератури — у професора Перетця. Історію давньої літератури читав професор Маслов, історію нової літератури — професор Лобода.
Узимку 1915–1916 років працював у Москві — у Рум'янцевській бібліотеці, готував наукові роботи про літературну діяльність Кирила Туровського, про методику й техніку написання наукових робіт.
Був членом ради Української студентської громади, старостою факультету (старостат і громада діяли нелегально).

### У добу національно-визвольних змагань

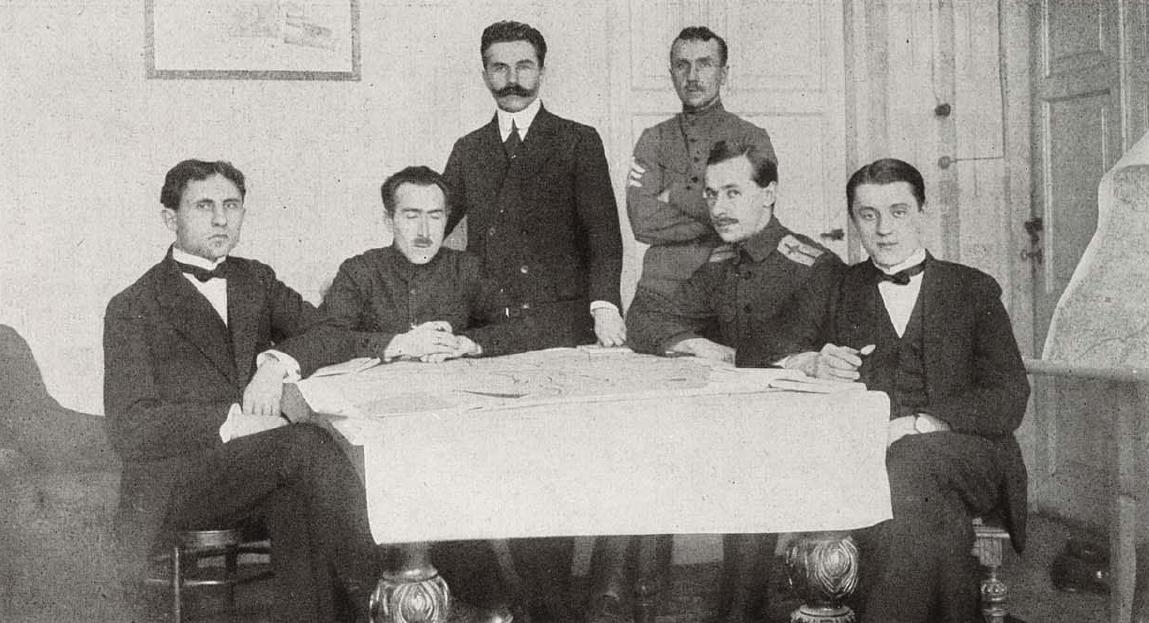
Українська делегація у Бересті. Зліва направо: Микола Любинський, Всеволод Голубович, Микола Левитський, Григорій Лисенко, Михайло Полоз, Олександр Севрюк

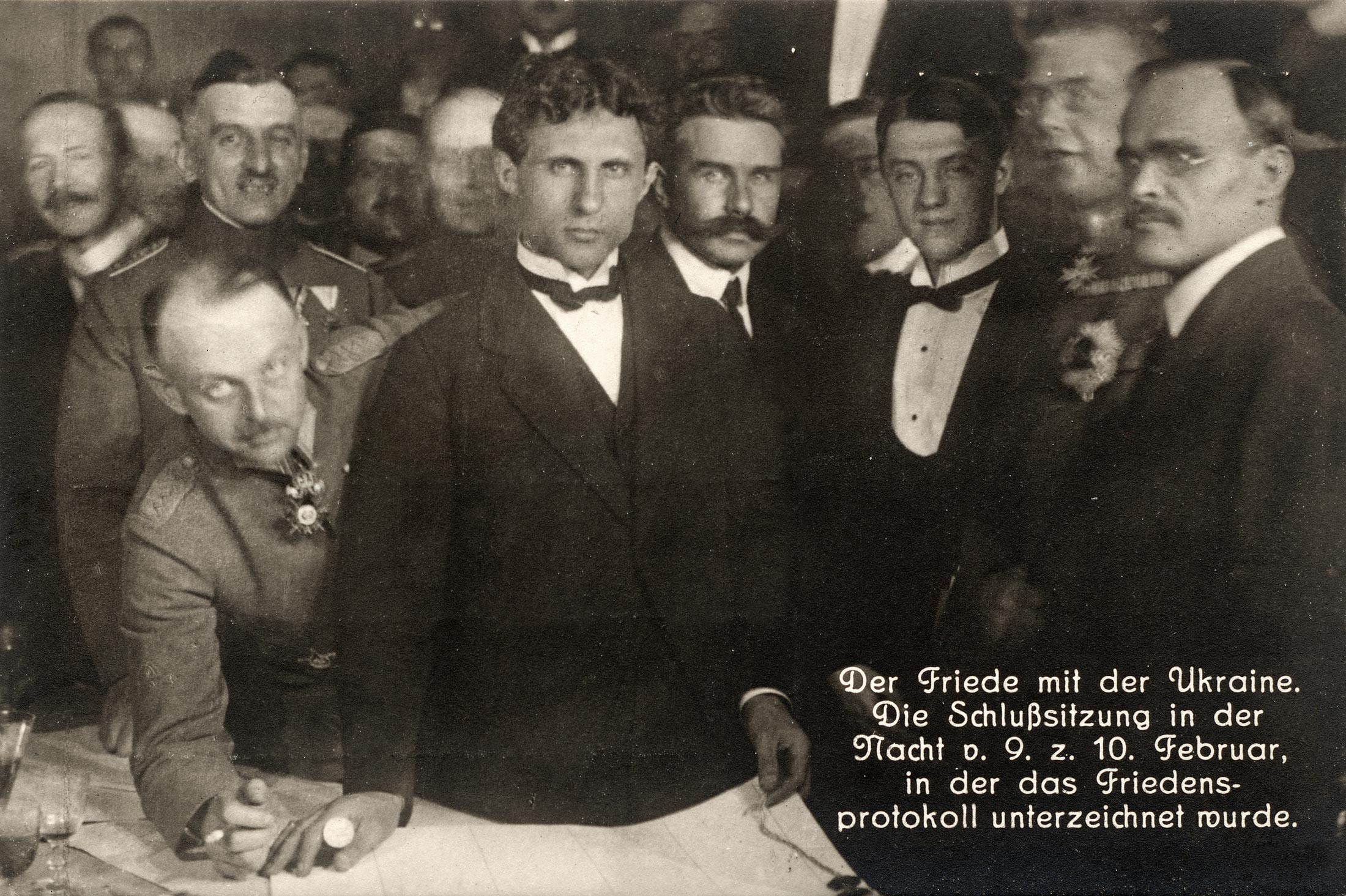
Підписанти Берестейського мирного договору: генерал Брінкманн, Микола Любинський, Микола Левитський, Олександр Севрюк, Макс Гофман, Сергій Остапенко

1917 року вступив до Української партії соціалістів-революціонерів (УПСР), 1919 року ввійшов до її ЦК.
На Всеукраїнському національному конгресі 5 квітня 1917 року обраний до Української Центральної Ради (УЦР), у вересні — делегатом Всеросійського з'їзду народів у Києві (секретар Ради народів), а в листопаді — представником від Поділля на Всеросійських установчих зборах.
Наприкінці осені 1917 року вирушив до Берестя у складі Мирової делегації від Української Народної Республіки.

### Під час більшовицької окупації
У 1920-х роках — співробітник ВУАН. Заарештований у Києві групою ГПУ СССР на початку 1930-х. Про це залишив спогад український хімік, також член УЦР Костянтин Туркало:
| Незабаром нас відвезли вантажним автом до ГПУ на Катерининську вулицю в Липках. Там я в величезній залі колишнього будинку великого князя Михайла Олександровича застав силу силенну народу, що де-далі все прибував. Тієї ночі відбувався так званий масовий арешт і до цієї залі звозили арештованих з усіх кінців і районів міста. З видатних людей я побачив там також і Любинського Миколу Михайловича, колишнього нашого міністра чужоземних справ Української Народної Республіки за Центральної Ради, що укладав Берестейську угоду з німцями...[2] |
Працівниками ГПУ СССР був підданий різноманітним фізичним тортурам. Перебував у концтаборі ГУЛАГу СССР.
Розстріляний 8 січня 1938 року в урочищі Сандармох (Карелія).
Реабілітований 15 вересня 1989 року.

## Сім'я

Любинський Микола Миколайович з дружиною Клавдією Володимирівною

- Дружина — Любинська Клавдія Володимирівна (1895—1942), член Української Центральної Ради.
- Донька — Любинська Ава Миколаївна (1920—1996), кандидат філософських наук, доцент. Викладала естетику та філософію в інститутах міста Москви.
- Донька — Любинська Лада Миколаївна (1923—2009), кандидат філософських наук, доцент кафедри філософії Московського інженерно-фізичного інституту[4].
- Онука — Любинська Ольга Михайлівна (1951—1994), навчалася в спецшколі з поглибленим вивченням англійської мови № 7, закінчила механіко-математичний факультет Московського державного університету ім. М. В. Ломоносова. Навчалася в аспірантурі, готувала до захисту кандидатську дисертацію з теорії графів[5].